# Фэн Кай
Фэн Кай (кит. упр. 冯凯, пиньинь Feng Kai, род. 29 августа 1978 года в Чанчуне провинции Цзилинь) — китайский шорт-трекист. Бронзовый призёр Олимпийских игр 1998 и Олимпийских игр 2002 годов, 4-кратный чемпион мира. Окончил Цзилиньский институт физической культуры.

## Спортивная карьера
Фэн Кай начал заниматься шорт-треком в возрасте 7 лет. В 1995 году он выиграл чемпионат страны по шорт-треку на дистанциях 500 м, 1000 м и 1500 м, стал чемпионом в эстафете и занял 2-е место на 3000 м. Через год занял 1-е место на дистанции 500 метров и 1-е место в эстафете на национальном чемпионате и был отобран в национальную сборную, а в марте на командном чемпионате мира в Лейк-Плэсиде занял 5-е место. 
В марте 1997 года на чемпионате мира в Нагое впервые выиграл индивидуальную бронзовую медаль в беге на 1000 м, следом в апреле на командном чемпионате мира в Сеуле вновь поднялся с партнёрами на 5-е место. В ноябре в Гронингене Фэн Кай установил мировой рекорд в 2:15,50 сек на 1500 метров в недавно созданных соревнованиях.
На Зимних Олимпийских играх в Наганов феврале 1998 года он стал бронзовым призёром в эстафете, занял 14-е место в беге на 500 м и 18-е в беге на 1000 м. В марте на  чемпионате мира в Вене завоевал золотую медаль в беге на 500 м и бронзовую в эстафете, а в личном многоборье занял 5-е место. На командном чемпионате мира в Бормио занял 4-е место.
В сентябре на Кубке мира в Монреале выиграл бронзу в беге на 1000 м, а в общем зачёте Кубка занял 7-е место. В феврале 1999 года на 
зимних Азиатских играх в Канвоне выиграл две серебряные медали и две золотые. На 9-х Национальных зимних играх занял 1-е место в эстафете (превзойдя мировой рекорд и рекорд Азии), а на 3000 метрах превзошел азиатский рекорд и побил национальный рекорд.
В марте на командном чемпионате мира в Сент-Луисе помог товарищам выиграть золотую медаль, через неделю на чемпионате мира в Софии завоевал золотую медаль в эстафете и стал 10-м в общем личном зачёте. На Кубке мира в Монреале поднялся на 1-е место в эстафетной гонке, в Нобеяме занял 3-е место в беге на 1000 м и 2-е в эстафете, на этапах в Херенвене и Чанчуне стал 2-м в общем зачёте и занял 6-е место в итоговом зачёте Кубка.
В 2000 году на командном чемпионате мира в Гааге занял 4-е место, а на чемпионате мира в Шеффилде выиграл очередную золотую медаль в эстафете и в общем зачёте многоборья занял 10-е место. На Кубке мира выиграл два серебра в Чанчуне в беге на 500 м и в Граце на 1000 м. В 2001 году завоевал бронзовую медаль в эстафете на чемпионате мира в Чонджу и серебряную на командном чемпионате мира в Нобеяме.
В феврале 2002 года на Олимпийских играх в Солт-Лейк-Сити Фэн Кай выиграл бронзовую медаль в эстафете, как и на прошлой Олимпиаде. 13 апреля 2003 года Фэн Кай официально объявил о завершении спортивной карьеры. 
В 2004 году был главным тренером национальной молодёжной сборной, в 2004—2006 — главным тренером национальной мужской сборной КНР. С мая 2010 года был помощником тренера сборной Китая по шорт-треку. В январе 2022 года сборная Китая сформировала состав для участия в Олимпийских играх в Пекине, в котором Фэн Кай назначен вторым тренером национальной сборной.